# Community Care
Community Care, (von englisch Community ‚Gemeinwesen‘ und Care, ‚Sorge, Fürsorge‘), deutsch etwa Gemeinwesen-basierte Fürsorge oder gemeinschaftliche Fürsorge, ist ein Modell zum Umgang der Gesellschaft mit ihren Mitgliedern.

## Einführung
Der Begriff „Community Care“ beschreibt die Merkmale einer zivilisierten Gesellschaft, die sich um ihre Mitglieder kümmert und ihnen Wahlmöglichkeiten für ihre Lebensgestaltung bietet. Der Begriff steht für ein Konzept bzw. für eine gesellschaftliche Bewegung, die sich mit einem weitestgehend gleichberechtigten und teilweise unterstütztem Zusammenleben von Menschen innerhalb einer festgelegten geographischen Größe (Stadtteil, Quartier oder Kiez) befasst und die uneingeschränkte Teilhabe am gesellschaftlichen Leben anstrebt.
Kein Mensch wird aus den Angeboten, die das Gemeinwesen seinen Bürgern zu bieten hat, seien es Kindertagesstätten, Schulen, Freizeit- oder Kulturangebote oder Arbeits- und Wohnangebote ausgeschlossen. Nach Lüpke ist dieser Ansatz am besten innerhalb eines Sozialraumes mit ca. 3000 bis 5000 Bewohnern realisierbar (vgl. Lüpke, 2001). Er begründet dies mit der möglichen Intimität, die bei einer so „geringen“ Anzahl von Bewohnern entstehen kann. Thimm hingegen verortet die ideale Anzahl von Bewohnern bei ca. 20.000 (Thimm, 1997). Sein Beweggrund hierfür ist die Ansicht, dass erst bei dieser Anzahl die erforderliche unterstützende Infrastruktur vorhanden sei.
Die Community Care-Theorie ist dadurch gekennzeichnet, dass Menschen in ihrer Individualität Wertschätzung erfahren und trotz ihrer unterschiedlichen Lebensbedingungen gleichgesetzt sind. Kennzeichnend für Community Care ist daher der Verzicht auf Aussonderung und spezielle Lebenswelten für Menschen mit Behinderung. Das bedeutet, dass Menschen mit und ohne Behinderung, Menschen mit verschiedenen kulturellen Hintergründen sowie Menschen mit Lebensstilen, die von der Norm abweichen (wobei diese nicht in den Bereich des Strafbaren führen dürfen) zusammenleben. Gerade für Menschen mit Behinderung soll diese Form des Zusammenlebens eine Chance darstellen, indem sie, professionell unterstützt, die Unterstützung der Gemeinschaft (Nachbarschaft) erfahren. Alle Menschen, die in dieser Gemeinschaft leben, haben die Möglichkeit, politischen Einfluss zu nehmen. Dadurch können positive Veränderungen, insbesondere im Kontext traditioneller Stigmata, aufgebrochen werden (z. B. der geistig behinderte Mensch als Bürger mit gleichen Rechten und Pflichten). In dieser Gemeinschaft werden Ressourcen, z. B. Gelder, bedarfsgerecht verteilt und sozialraumbezogen verwaltet. Das bedeutet im Idealfall, dass auch Menschen mit einem hohen Unterstützungsbedarf keine Ausgrenzung aufgrund sozialer oder materieller Determinanten erfahren. In dieser am Community Care-Leitbild ausgerichteten Gemeinschaft muss Integration nicht in einer künstlichen Sonderwelt ermöglicht werden, sondern findet quasi im alltäglichen Zusammenleben, nach der Idee der Inklusion (Vgl. Hinz 2009, Stein 2005) statt.
In einem Stadtteil, der sich an den Leitlinien von Community Care orientiert, gibt es keine Großinstitutionen, bzw. es ist das Ziel, diese aufzulösen oder in ein familienähnliches Konstrukt umzuwandeln. Das Zusammenleben der Bürger sollte von gleichberechtigten Kontakten, d. h. Begegnungen auf gleicher Augenhöhe gekennzeichnet sein. Diese Achtung voreinander ist auch Grundlage für das Handeln der professionellen Fachkräfte innerhalb dieser Gemeinschaft. Community Care wird hier als Orientierung für eine bezahlte Unterstützung verstanden, die aber erst in dritter Instanz, nach dem informellen Unterstützungsmöglichkeiten (Familie und Freunde) und den regulären Unterstützungsstrukturen (Behörden, Vereine etc.), einsetzt. Der Leitsatz „Begleiten statt Betreuen“, sowie eine radikale Akzeptanz einer sozialen, gleichberechtigten Individualität, sind unabdingbare Voraussetzungen, um mit dem Ansatz Community Care zu arbeiten. Die primäre Verantwortung für die Unterstützung von Menschen in marginalisierten Positionen auf ihrem Weg zur vollen Teilhabe am gesellschaftlichen Leben liegt im Gemeinwesen und besonders bei den Bürgerinnen und Bürgern.

## Definition
Die bisher einzige, wissenschaftlich untermauerte Definition des Community Care-Ansatzes hat Schablon 2009 vorgelegt (vgl. Schablon 2009: 295, Röh 2009:138). Sie verdeutlicht das Zusammenspiel der verschiedenen strukturellen und handlungsbezogenen Determinanten und verortet den Begriff eindeutig im Bereich der handlungsbezogenen Theorien, die sich als Leitlinien an professionelle Fachkräfte wenden, ähnlich wie die handlungsbezogene Interpretation des Empowerment-Ansatzes (Vgl. Theunissen 2001 / Herriger 2002). Hierdurch wird eine Abgrenzung zu den verwandten Begriffen „Community Living“, „Supported Living“, „Community Building“ und „Community Organizing“ möglich.
„Der theoretisch als philosophisch-politisches Leitbild, aber auch praktisch als Handlungsmodell und als Theorie mittlerer Reichweite benutzbare Begriff ‚Community Care‘ beschreibt primär den Wechselbezug einer Vielfaltsgemeinschaft innerhalb einer Quartiersnachbarschaft. Menschen (mit geistiger Behinderung) leben in der örtlichen Gesellschaft; wohnen, arbeiten und erholen sich dort und bekommen dabei von der örtlichen Gesellschaft die benötigte Unterstützung. Veränderungen erfolgen hierbei im Sinne einer ‚Grassroot-Bewegung‘, was sich unter anderem durch einen politischen Einfluss aller Akteure ausdrückt. Community Care benötigt eine Subsidiarität staatlichen Handelns, die aber gleichzeitig die Lebensqualität absichert und integrative Kristallisationspunkte ermöglicht. Community Care beinhaltet eine Reduktion bzw. Auflösung großer Institutionen und ein durch Interdependenzen gekennzeichnetes Leben in der Gemeinde. Seitens der Bürger und der professionellen Mitarbeiter bedarf es dazu der Implementation einer Ethik der Achtsamkeit, Anerkennung und der Gerechtigkeit gegenüber Menschen in marginalisierten Positionen.“
Ein so verstandener Community Care-Ansatz bietet eine Handlungsorientierung für verwandte Ansätze (z. B. den Ansatz der Inklusion), die auch das Ziel und die sozialpolitische Vorgabe der uneingeschränkten Teilhabe verfolgen (gemäß dem SGB IX § 4 / bzw. der UN-Konvention Art. 19).

## Geschichte von Community Care
Geschichtlich lassen sich die Leitsätze und die Ideologie des Community Care-Ansatzes auf das Normalisierungsprinzip, die Sozialpsychiatrie und auf die Gemeinwesenarbeit zurückführen. In diesen drei Ansätzen und in dem in den 1990er Jahren populären Ansatz des Kommunitarismus (der Bürgergesellschaft) kann der Ursprung des Community Care-Gedankens gesehen werden. In einer der ersten Schriften zum Normalisierungsprinzip (Nirje 1968 „Weihnachten im Fegefeuer“) wird der Begriff „Community Care“ erstmals erwähnt.
Das Normalisierungsprinzip legt Wert auf die Förderung der Persönlichkeitsentwicklung und der Selbstbestimmung sowie der sozialen Integration und der Partizipation. Es geht davon aus, dass das Leben von Menschen mit einer Behinderung so normal wie möglich gestaltet werden soll. Das bedeutet, dass Menschen mit Behinderung ihren Alltag so normal wie möglich leben können. Der Normalisierungsgedanke wurde bereits in den 1950er Jahren von dem Dänen Niels Erik Bank-Mikkelsen entwickelt und von dem Schweden Bengt Nirje ausgearbeitet. In den 60er Jahren wurde es von Wolf P. J. Wolfensberger in den USA und in Kanada weiterentwickelt.
In Deutschland wurde es in den 90er Jahren durch Walter Thimm etabliert. Das Normalisierungsprinzip stellte bis Ende der 90er Jahre ein zentrales Leitbild und Konzept in heilpädagogischen Wohngruppen dar. Behinderteneinrichtungen öffneten sich und (geistig) behinderte Menschen hatten zunehmend die Möglichkeit, mit ihren eigenen Interessen in die Öffentlichkeit zu treten.

### Normalisierungsprinzip im Vergleich mit Community Care
Der grundlegende Unterschied zwischen Community Care und dem Normalisierungsprinzip ist die Unterstützungshierarchie vom professionellen Unterstützer zum Klienten. Das Normalisierungsprinzip versteht sich eher als professionell gesteuertes Implementationsmodell (vgl. Leben in Nachbarschaften / Thimm). Hier wird davon ausgegangen, dass die professionelle Fachkraft nah am Klienten dran sein muss, damit bei möglichen Schwierigkeiten unmittelbar Unterstützung gegeben werden kann. Bei Community Care hingegen bildet der professionelle Unterstützer den äußersten Kreis und ist somit in geringem Maße präsent. Zunächst soll das primäre Netzwerk (Familie, Freunde) oder die Anbieter regionaler Personengruppen-unspezifischer Unterstützungsangebote Unterstützung leisten. Dadurch soll ein normalisiertes Leben ermöglicht werden, wie das eines Menschen ohne Behinderung. Neben dem Normalisierungsprinzip sind auch in der Geschichte der Sozialpsychiatrie (Dörner u. a.) deutliche Parallelen zum Community-Care-Verständnis innerhalb der Behindertenhilfe zu erkennen. Hier kam es Ende der 60er zu Publikationen einzelner Fachkräfte und Betroffener, die die Zustände in der Psychiatrie offenlegten. Diese Berichte wurden durch namhafte Psychiater bestätigt und erschütterten das Vertrauen in die Institutionen. Ähnlich diskriminierende Lebensumstände wurden Ende der 70er Jahre aus dem Bereich der Behindertenhilfe bekannt (vgl. Zeitmagazin 1979). In beiden sozialpädagogischen Arbeitsfeldern wurden die Gesellschaft und die Politik durch Presseberichte und Aktionen auf die problematischen Lebensumstände aufmerksam gemacht. Im Bereich der Psychiatrie wurde eine Ermittlungskommission gegründet. In dem von der Kommission verfassten Bericht werden „die inhumanen Lebensbedingungen von psychisch kranken und behinderten Menschen (kritisiert), die oft über viele Jahre hinweg in schlecht ausgestatteten Einrichtungen mit bis zu 2000 und mehr Betten hospitalisiert wurden“. (Bundesdrucksache 15/9555 vom 26. Juni 2002).

## Auslandserfahrungen

### Entwicklung von Community Care in den USA
Die ersten im Ausland als „Community Care-Ansatz“ bezeichneten Modelle lassen sich in das Jahr 1983, Rhode Island, USA zurückverfolgen (Kahn 2001). Skandalöse Zustände in Einrichtungen für Menschen mit Behinderung führten 1983 in den USA zur Gründung einer Community-Care-Bewegung. Dort fand erstmals ein staatlich finanziertes Training für ehrenamtlich engagierte Bürger statt, das von John und Conny O´Brain (Response System Association) veranstaltet wurde, zu einem Dialog aller Beteiligten führte und die Community-Care-Bewegung in Rhode Island auslöste. Auch hier wurden auf der Grundlage des Normalisierungsprinzips fünf Leitsätze formuliert:
1. Präsenz im Gemeinwesen, Aufsuchen gemeinsamer Öffentlichkeit
2. Treffen von Entscheidungen
3. Entwicklung von Kompetenz
4. Anheben des Status, positiver Ruf
5. Teilnahme am Gemeinwesen, Entwicklung von Beziehungen

Eine Konsequenz aus der Community Care-Bewegung war die Auflösung zentraler Einrichtungen, welche zur Gründung eines dezentralen, föderalen Versorgungssystems führte. Nun standen lokale Unterstützungsnetzwerke für Angehörige und die Menschen mit Behinderung im Vordergrund. Private Dienstleistungsunternehmen, deren Leistungen in Verträgen festgehalten wurden, sollten für angemessene Unterstützung sorgen. Durch ausgeschriebene Dienstleistungen wurde ein öffentlicher Wettbewerb möglich. Die personenbezogene Hilfeleistung stand nun im Vordergrund. Die Aufgaben des Fachpersonals bestanden darin, den Klienten ein Leben im Gemeinwesen zu ermöglichen, an dem sie teilnehmen können. In New Hampshire und Rhode Island leben Menschen mit Behinderung in von Behindertenorganisationen gekauften Häusern, die sie selber mieten können. Es wohnen drei bis vier Menschen in diesen Häusern, die sich nicht von anderen Häusern unterscheiden und innerhalb der Gemeinde stehen. Das bedeutet für die Mieter, dass sie selbst entscheiden können, wer ihr Haus betritt. In beiden Staaten ist eine Familienunterstützung wichtig, die frühzeitig für angemessene Unterstützungsangebote sorgt, da hier 60–70 % aller Menschen mit Behinderung in ihren Familien wohnen. Ein Jobcoach unterstützt Menschen mit Behinderung dabei, einer Arbeit auf dem ersten Arbeitsmarkt nachzugehen. Der Jobcoach ist ein Angestellter eines Dienstleistungsunternehmens, dessen Ziel die Hilfe zur Selbsthilfe ist. Für eine normalisierte Teilhabe am Gemeinwesen ist ein eigenes Einkommen wichtig. Menschen mit Behinderung erhalten eine leistungsorientierte Vergütung und haben keine besonderen Vorrechte, da sie den gleichen Status wie jeder andere haben. Ein Coaching des Umfelds ist essentiell, damit auch dort Unterstützung für die Klienten möglich ist. Auch gibt es von Menschen mit Behinderung gegründete Kleinunternehmen, die ihre Produkte innerhalb der Gemeinde vertreiben. Ein Rehabilitationsprogramm zur unterstützten Beschäftigung hilft bei der Suche nach einem geeigneten Beruf für die Klienten. Durch eine Vernetzung mit den betreffenden Schulen, Familieninitiativen und Tagesgestaltungszentren werden sowohl Stärken und Fähigkeiten als auch Wünsche und Vorstellungen der Klienten gefunden.

### Entwicklung von Community Care in Schweden
Schon in den 1950er und 1960er Jahren gab es in Schweden Bemühungen (zum Beispiel von der Elternorganisation FUB), die Lebensbedingungen für Menschen mit einer Behinderung in Institutionen zu verbessern. 1997 wurde ein bedeutendes Gesetz verabschiedet, in dem festgeschrieben wurde, dass bis zum 31. Dezember 1999 alle Institutionen geschlossen werden müssen. Im Jahr (2000) gab es nur zwei bis drei sehr kleine Institutionen, in denen nur noch „eine Handvoll von Leuten“ wohnte. Zur Zeit (2009) wohnen Menschen mit einer Behinderung überwiegend in Apartments oder in Gruppenhäusern mit insgesamt vier bis fünf Mitbewohnern. Jeweils drei bis vier dieser Wohneinheiten werden von einem „local-manager“ begleitet. Dieser ist auch für die Einstellung von Mitarbeitern und die Einhaltung von Unterstützungsplänen sowie für die Einsatzplanung zuständig und handelt mit der „municipality“ (vergleichbar mit einem Landkreis) das Budget aus. Anspruchsberechtigt ist ein „good man“, der mit einem gesetzlichen Betreuer vergleichbar ist. Die Tages- und Werkstätten arbeiten in kleinen Strukturen mit ca. vier bis fünf Personen und sind in normalen Wohnhäusern oder auch in öffentlichen Einrichtungen wie z. B. Polizeirevieren oder Seniorenheimen untergebracht. Die dort verrichteten Arbeiten sind hauptsächlich – kulturell betrachtet – sinnstiftende Tätigkeiten, häufig Dienstleistungen, die für den kooperierenden öffentlichen Dienstleister verrichtet werden.

## Theoriebezüge
Aus wissenschaftlicher Sicht kann man einen Theoriebezug zum Kommunitarismus, zur Lebensqualitätsforschung und zur Netzwerkforschung nachweisen. Der Begriff Kommunitarismus steht für eine in den 1980er Jahren in den USA entstandene gesellschaftsphilosophische Strömung, die die Abhängigkeit des Einzelnen von der Gesellschaft betont und sich gegen übersteigerten Individualismus und Egoismus ausspricht. In Deutschland wurden die basisdemokratischen Impulse des Kommunitarismus erst in der zweiten Hälfte der 1980er Jahre, ausgelöst durch verschiedene Krisen in Politik- und Wirtschaftsprozessen, parteiübergreifend rezipiert. Ziel des Kommunitarismus ist eine Bürgergesellschaft, an welcher der von Verantwortung geprägte Bürger u. a. in Form seiner Identitätsbildung partizipiert. Die kommunitaristische Bewegung stützt sich auf das Prinzip der Subsidiarität, wonach Institutionen generell erst dann Aufgaben übernehmen, wenn untergeordnete Gemeinschaften damit überfordert sind. Zusammenfassend betrachtet lässt sich festhalten, dass der Kommunitarismus der Idee der Bürgergesellschaft und dem Leitbild einer Gemeinweseneinbindung (Community Care) sehr nahekommt. Aus dem Kommunitarismus lassen sich konkrete Ideen ableiten (Öffentlichkeitsaufklärung in der Schule, Nutzung öffentlicher Gebäude durch alle usw.), die zum Teil bereits in einzelnen Kommunen realisiert wurden. Der Kommunitarismus stützt die Annahme der Community Care-Modelle, dass die Bürger ein großes Unterstützungspotential darstellen und dieses auch einsetzen würden. Zusammenfassend bleibt festzuhalten, dass der Kommunitarismus interessante Anregungen zur Steigerung der Teilhabe bietet. Die Zielsetzung, dem Staat primär die Rolle des Ermöglichers von Bürgerentscheidungen zuzuweisen, der möglichst viele Entscheidungen an die kommunale Ebene abgibt, würde die Realisierung individueller sozialräumlicher Lösungen vereinfachen. Die lokale Gemeinschaft ist im Verständnis des Kommunitarismus dafür verantwortlich, dass jeder Bürger die Unterstützung bekommt, die er für ein soziales und politisches Engagement benötigt. Das radikale Akzeptieren eines jeden Bürgers als in seiner lokalen Gemeinschaft gleichberechtigt, unabhängig von seinem Unterstützungsbedarf, stellt einen konstruktiven Impuls für die Behindertenhilfe dar. Hier wird die Richtung der Hilfe teilweise umgedreht: Anstatt der Frage nach dem benötigten Unterstützungsbedarf eines Nutzers steht eher die Frage nach seiner „Teilgabemöglichkeit“ (Dörner 2007) im Fokus der professionellen Fachkraft. Wie kann die Gemeinschaft dazu bewegt werden, dem behinderten Menschen Chancen einzuräumen, sich für seinen Sozialraum zu engagieren? Wie kann es dem geistig behinderten Menschen gelingen, etwas für seinen Sozialraum zu tun?

## Abgrenzung und Gemeinsamkeiten zu verwandten Ansätzen
Das Konzept von Community Care weist Gemeinsamkeiten mit anderen Ansätzen bzw. Modellen auf, darunter Community Living, Community Organizing und Enabling Community.
Community Living
Ein häufig mit Community Care gleichgesetzter Ansatz ist das Modell des „Community Living“ (Leben in der Gemeinde). Die Professorin für Integrationspädagogik (FH Dortmund) Evemarie Knust-Potter hat in ihrem 1998 erschienenen Buch „Behinderung – Enthinderung“ Grundlagen eines Community-Living-Ansatzes beschrieben. Bei Community Living handelt es sich um eine praxisorientierte internationale Bewegung. Die Umsetzung basiert auf Kriterien des Normalisierungsprinzips, des Integrationsgedankens und der Erwachsenenorientierung. Community Living bezieht sich auf alle Personengruppen, die von Segregation und Institutionalisierung betroffen sind. In der Literatur wird aber häufig vom Personenkreis der Menschen mit Lernschwierigkeiten gesprochen. Die Europäische Koalition für Community Living in Brüssel schreibt zu dieser Thematik: „Um ihre Rechte und volle Teilhabe an der Gesellschaft wahrzunehmen, brauchen Menschen mit Behinderung Zugang zu umfassenden Qualitätsdienstleistungen mit Sitz in der Gemeinde. Das bedeutet, unabhängig in der Gemeinde zu leben, in kleinen Wohneinheiten oder alleine, mit passgenauer Unterstützung, die auf den Bedürfnissen des Einzelnen aufsetzt.“ Darüber hinaus fordert sie den Zugang zu Bildung, Beschäftigung, sowie zum sozialen und kulturellen Leben in der Gemeinde. Dies bedeutet „Wahlmöglichkeiten zu haben und in Würde zu leben.“ Community Living ist das selbstverständliche Miteinander von unterschiedlichsten Menschen in einer Gemeinde. Damit kann Community Living als eine Möglichkeit der Umsetzung des Normalisierungsprinzips gesehen werden. Im Unterschied zu Community Care fokussiert der Community-Living-Gedanke das ideale, von gleichberechtigter Teilhabe geprägte Leben in der Gemeinde. Während Community Care strukturelle und handlungsbezogene Determinanten, insbesondere der professionellen Unterstützung, aufzeigt, skizziert Community Living das umgesetzte Ergebnis.
Community Organizing
Während der Regierungszeit des US-Präsidenten Barack Obama erfreute sich der Ansatz des Community Organizings zunehmender Popularität. Der in der Sozialen Arbeit der BRD besonders mit dem Wissenschaftler Penta (FH Berlin) in Verbindung gebrachte Ansatz hat sich in der Mitte des 20. Jahrhunderts in Anlehnung an das Union oder Labor Organizing, den Organisationsprozess in Gewerkschaften, in einer Reihe von Großstädten der USA, insbesondere Chicago, entwickelt und sich dort am stärksten profiliert und auch differenziert. Community Organizing (CO) ist der Aufbau und die Entwicklung von Bürgerorganisationen durch die Schaffung von sozialen Beziehungen, die Macht zum Handeln geben. Die Bürgerorganisationen haben die Aufgabe, die Machtbeziehungen zu verändern (Aufbau von Bürgermacht) und die unmittelbare Verbesserung der Lebenslage für die betreffende Gemeinschaft, die Community, zum Ziel. Sie erforschen die Probleme, wählen konkrete Themen aus, die sie angehen wollen, entwickeln dafür Strategien und Taktiken und führen Kampagnen und Aktionen für ihre Ziele durch. Für Probleme, die lokal, regional, national und global angepackt werden müssen, wenn Frieden, Menschenrechte und soziale Rechte Wirklichkeit werden sollen, werden auf der Basis der entwickelten handlungsmächtigen Beziehungen Koalitionen zwischen Gruppen und Organisationen gebildet. Ein Community Organizer (meist ein zeitlich befristet angestellter Sozialarbeiter) vermittelt zwischen Bürgern und Institutionen, setzt sich für die Bedürfnisse der Bürger ein bzw. befähigt die Bürger, ihre Bedürfnisse bzw. Anliegen selber nach demokratischen Regeln zu thematisieren und mit allen beteiligten Akteuren gleichberechtigt zu lösen. Community Organizing zeigt viele Parallelen zum Community-Care-Ansatz auf. Der Fokus ist hier jedoch mehr auf die Vermittlung bereits konspirativ engagierter Gruppen oder Akteure gelegt. Der Prozess der Vermittlung und die demokratisch ausgehandelte Realisation gemeinsamer Ziele steht im Fokus dieser meist zeitlich begrenzten professionellen Unterstützung. Beim Community-Care-Ansatz liegt der Fokus hingegen auf Menschen mit höherem Unterstützungsbedarf und deren professionell unterstützter Teilhabe am gesellschaftlichen Leben.
Enabling Community
Einen weiteren verwandten Ansatz stellt das Enabling Community-Modell dar.
Enabling steht für „befähigen“. Community steht für „Gemeinde“. Enabling Community bedeutet ein verbindendes gesetzmäßiges Verständnis von sozialer Zu(sammen)gehörigkeit. Gemeint ist die Stärkung des Menschenrechtsgedankens, eines Rechts auf Verschiedenheit und Teilhabe von Menschen mit Behinderung und psychischen Erkrankungen, als Bürger und Bürgerinnen an allen zivilen politischen und sozialen Anerkennungsformen.

## Praxisbeispiele
Wie bereits ausgeführt, steht der Community-Care-Ansatz für die Einbindung in die Nachbarschaft bzw. Gemeinschaft. Jeder Mensch hat Fähigkeiten und Stärken, von denen jeder andere Mensch profitieren kann. Diese Fähigkeiten können sich z. B. in der Nachbarschaft zu Synergieeffekten verbinden. Gelungene Umsetzungen in verschiedenen Städten Deutschlands bestehen zum Beispiel darin, dass spezielles Fachwissen eines geistig behinderten Menschen oder allein dessen physische Belastbarkeit konstruktiv im Bereich der Gartenpflege eingesetzt wird und er für diese Aufgabe in der Nachbarschaft verantwortlich sein kann. Ein weiteres gelungenes Beispiel gibt es in Münster. Die Institution der Behindertenhilfe, „Westphalenfleiß“, bietet hier behinderten Menschen die Möglichkeit als Parkplatzwächter zu arbeiten. Die Menschen mit einer geistigen Behinderung gehen hier dem typischen Aufgabenfeld dieses Berufes nach, wie zum Beispiel dem Einstreichen von Bußgeldern. Hier kehrt sich die Rolle des behinderten Menschen um: der Hilfeempfänger wird zum Dienstleister und ist sogar mit institutioneller Macht ausgestattet. In Göttingen arbeiten Menschen mit einer geistigen Behinderung in einer Bibliothek und kümmern sich um die Entgegennahme von ausgeliehenen Büchern. Die Hamburger Künstlergruppe „Schlumper Maler“, geistig und psychisch behinderte Künstler, stellen ihre Bilder in der regionalen Kunsthalle aus und haben damit internationale Anerkennung errungen.
In diesen Beispielen steht nicht der Unterstützungsbedarf des behinderten Menschen im Vordergrund, sondern der Mensch an sich in seiner Rolle als Bürger im Gemeinwesen.

## Meinungen betroffener Menschen
Die im Rollstuhl sitzende Akademikerin Esther Bollag fasst Community Care in mehreren Aspekten zusammen. Für sie konkretisiert das Community-Care-Konzept die Tatsache, dass alle Menschen die gleichen Grundbedürfnisse haben und Menschen mit Behinderung in ihrem primären sozialen Netzwerk integriert bleiben sollten. Weiterhin soll der Mensch mit Unterstützungsbedarf nur soviel professionelle Assistenz bekommen, wie er benötigt und selber ertragen kann. Dies setzt voraus, dass seine Umgebung die Umsetzung seiner Wünsche und Bedürfnisse ermöglicht. Im Allgemeinen muss das Umfeld so gestaltet werden, dass der Mensch möglichst „unbehindert“ leben kann. Bollag betrachtet dieses Konzept allerdings auch kritisch. Sie beschreibt eventuell auftretende Schwierigkeiten, die durch die Abhängigkeit von professionellen Mitarbeitern in der Assistenz auftreten können. Ein Beispiel ist der Ausfall eines Mitarbeiters durch Krankheit. Hier ist es schwierig, kurzfristig eine Vertretung zu finden, die die persönlichen Alltagsvorlieben des Menschen mit Unterstützungsbedarf kennt. Hierbei wird es dann bedeutsam, auf das eigene soziale Netzwerk zurückgreifen zu können, um den zeitlichen Aufwand der Einarbeitung des Mitarbeiters zu minimieren.